# Granville (Iowa)
Pour les articles homonymes, voir Granville (homonymie).
Granville est une ville du comté de Sioux, en Iowa, aux États-Unis. Elle est fondée en 1882 et incorporée le 22 juin 1891.

## Source de la traduction
- (en) Cet article est partiellement ou en totalité issu de l’article de Wikipédia en anglais intitulé « Granville, Iowa » (voir la liste des auteurs).